# از ته دل وحشی
از ته دل وحشی (به انگلیسی: Wild at Heart) فیلمی است به کارگردانی دیوید لینچ ساخته شده به سال ۱۹۹۰. لورا درن و نیکلاس کیج بازیگران اصلی فیلم هستند. این فیلم بر پایه رمانی به همین نام نوشته بری گیفورد ساخته شده‌است. نخل طلای جشنواره فیلم کن ۱۹۹۰ به این فیلم تعلق گرفت.

## داستان
در ابتدای فیلم شاهد آن هستیم که سیلور (نیکلاس کیج) در جلوی چشمان معشوقه اش به نام لولا (لارا درن) مردی را که از طرف مادر لولا اجیر شده تا سیلور را بکشد، می‌کشد و بعد از سپری کردن ۲۲ ماه در زندان آزاد می‌شود و دوباره پیش لولا بازمی‌گردد. حالا دوباره مادر لولا فردی (هری دن استانتون) را برای کشتن سیلور اجیر می‌کند…